# Gotiska alfabetet

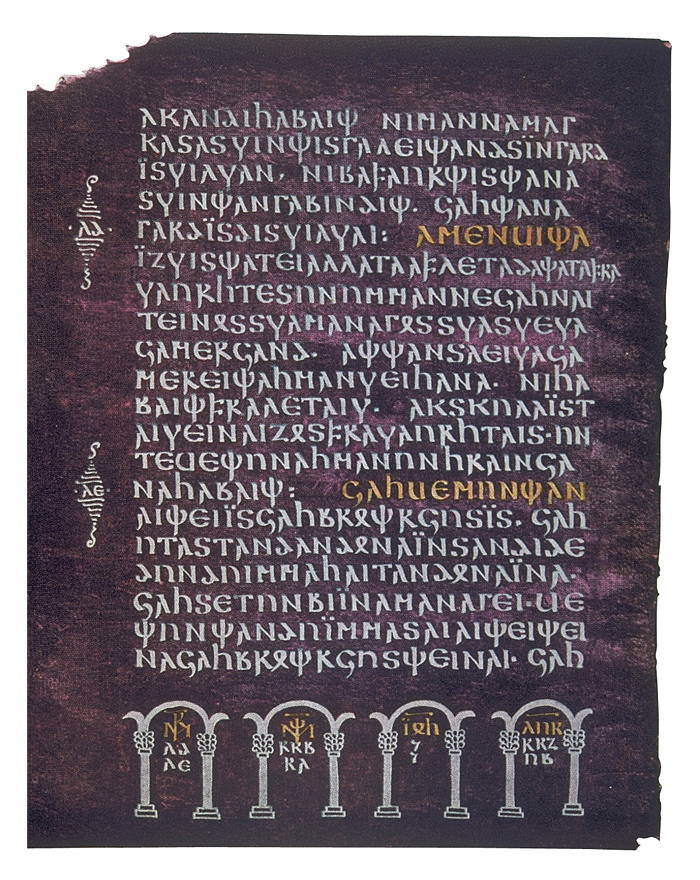
Sida ur Silverbibeln (Codex Argenteus), huvudkällan för gotisk skrift.

Det gotiska alfabetet var ett grekiskbaserat tidigmedeltida alfabet för gotisk skrift. Det utvecklades på 300-talet i samverkan med goternas kristnande, ersättande den äldre runraden, och började fasas ut mot det latinska alfabetet från 600-talet.

## Historia
Innan det gotiska alfabetet använde goterna den äldre samgermanska runraden, idag kallad äldre futhark, för att skriva sitt eget språk. Mycket få gotiska runfynd har gjorts varav det är svårt att uppskatta hur utbrett runbruket var bland goterna – se Gotiska runinskrifter.
Det gotiska alfabetet introducerades på 300-talet i och med goternas kristnande och utvecklades av visigotiska biskopen Wulfila, en predikant av kappadokien-grekisk härkomst, i syfte att översätta bibliska texter till gotiska. Wulfila byggde alfabetet utifrån det grekiska alfabetet men anpassade detta för att kunna skriva gotiska. Det gotiska alfabetet överensstämmer överlag med det grekiska men vissa vissa glyfer har inhämtats från annat håll såsom det latinska alfabetet. För att fylla ut den gotiska fonologin som saknades i det grekiska alfabetet återanvändes även vissa äldre runor, exempelvis ᚢ (gotiska: 𐌿). Även bokstävernas namn överfördes i hög grad från den äldre runraden.
Alfabetet började falla ur bruk för det latinska alfabetet under 600-talet och var arkaiskt på 800-talet. Den brittiska lärde Alkuin kom på 700-talet att nedteckna alla de sentida namnen för de gotiska bokstäverna i fonetisk latiniserad form. Från historiska gotiska texter finns bara en del av de gotiska bokstavsnamnen angivna.

## Skrift
Gotisk skrift läses vänster till höger och skrivs främst utan mellanrum mellan orden – så kallat scriptio continua. Alfabetet använder i stort sett uncialformer av det grekiska alfabetet med undantag för ett antal latinska former och tillägg för germansk fonologi. Exempelvis använder alfabetet runan ᚢ [ur] (/ʊ/, /uː/) då grekiskan saknar dito. Även bokstävernas namn inhämtades till stor del från de äldre runorna. Genom att skriva en punkt eller ett streck över en bokstav kunde den användas för att representera ett nummervärde. Bokstäverna kunde även representera sitt namn som ideogram likt runskrift.
Omkring 3 000 lexem (ord i grundbetydelse) är kända. Den främsta överlevande gotiska skriften är en evangeliebok från början av 500-talet som kallas Silverbibeln, vilken för närvarande finns belägen hos Carolina Rediviva i Uppsala.

## Alfabetet
| Talvärde | Form | Unicode | Unicode            | Transl. | Ljudvärden              | Namn                                                | Namn      | Jämför              | Jämför       |
| Talvärde | Form | Unicode | Unicode            | Transl. | Ljudvärden              | Gotiska                                             | Alkuinskt | Äldre runnamn       | Bokstäver    |
| -------- | ---- | ------- | ------------------ | ------- | ----------------------- | --------------------------------------------------- | --------- | ------------------- | ------------ |
| 1        |      | 𐌰       | &#66352; &#x10330; | a       | /a/, /aː/               | *𐌰𐌽𐍃, *ans, ”asagud” *𐌰𐍃𐌺𐍃, *asks, ”ask”            | aza       | *ansuz              | Α, Ⲁ         |
| 2        |      | 𐌱       | &#66353; &#x10331; | b       | /b/, /β/                | *𐌱𐌰𐌹𐍂𐌺𐌰𐌽, *bairkan, ”björk”                         | bercna    | *berkanan           | Β, Ⲃ         |
| 3        |      | 𐌲       | &#66354; &#x10332; | g       | /a/, /ɣ/, /x/; /n/; /ŋ/ | 𐌲𐌹𐌱𐌰, giba, ”gåva”                                  | geuua     | *gebō               | Γ, Ⲅ         |
| 4        |      | 𐌳       | &#66355; &#x10333; | d       | /d/, /ð/                | 𐌳𐌰𐌲𐍃, dags, ”dag”                                   | daaz      | *dagaz              | Δ, D, Ⲇ      |
| 5        |      | 𐌴       | &#66356; &#x10334; | e       | /eː/                    | *𐌰𐌹𐍈𐍃, *aiƕs, ”häst” *𐌴𐌹𐍅𐍃, *eiws, ”idegran”        | eyz       | *eihwaz, *ehwaz     | Ε, Ⲉ         |
| 6        |      | 𐌵       | &#66357; &#x10335; | q       | /kʷ/                    | *𐌵𐌰𐌹𐍂𐌸𐍂𐌰, *qairþra, ? *𐌵𐌰𐌹𐍂𐌽𐌰, *qairna, ”kvarnsten” | quetra    | *perþō (besläktad?) | (Ϛ), ϰ, Ⲋ(?) |
| 7        |      | 𐌶       | &#66358; &#x10336; | z       | /z/                     | (?)                                                 | ezec      | *algiz              | Ζ, Ⲍ         |
| 8        |      | 𐌷       | &#66359; &#x10337; | h       | /h/, /x/                | *𐌷𐌰𐌲𐌰𐌻, *hagal, ”hagel” *𐌷𐌰𐌲𐌻𐍃, *hagls, ”hagel”     | haal      | *haglaz             | Η, Ⲏ         |
| 9        |      | 𐌸       | &#66360; &#x10338; | þ (th)  | /θ/                     | 𐌸𐌹𐌿𐌸, þiuþ, ”god” 𐌸𐌰𐌿𐍂𐌽𐌿𐍃, þaurnus, ”Törn”          | thyth     | *thurisaz           | Φ, Ψ, Ⲑ      |
| 10       |      | 𐌹       | &#66361; &#x10339; | i       | /i/                     | *𐌴𐌹𐍃, *eis, ”is”                                    | iiz       | *īsaz               | Ι, Ⲓ         |
| 20       |      | 𐌺       | &#66362; &#x1033A; | k       | /k/                     | *𐌺𐌿𐍃𐌼𐌰, *kusma,”böld” *𐌺𐍉𐌽𐌾𐌰, *kōnja, ”koda”        | chozma    | *kaunan             | Κ, Ⲕ         |
| 30       |      | 𐌻       | &#66363; &#x1033B; | l       | /l/                     | *𐌻𐌰𐌲𐌿𐍃, *lagus, ”lög, lag”                          | laaz      | *laguz              | Λ, Ⲗ         |
| 40       |      | 𐌼       | &#66364; &#x1033C; | m       | /m/                     | 𐌼𐌰𐌽𐌽𐌰, manna, ”man”                                 | manna     | *mannaz             | Μ, Ⲙ         |
| 50       |      | 𐌽       | &#66365; &#x1033D; | n       | /n/                     | 𐌽𐌰𐌿𐌸𐍃, nauþs, ”nöd”                                 | noicz     | *naudiz             | Ν, Ⲛ         |
| 60       |      | 𐌾       | &#66366; &#x1033E; | j       | /j/                     | 𐌾𐌴𐍂, jēr, ”år/årsskörd”                             | gaar      | *jēran              | G, ᛃ, Ⲝ(?)   |
| 70       |      | 𐌿       | &#66367; &#x1033F; | u       | /ʊ/, /uː/               | *𐌿𐍂𐌿𐍃, *ūrus, ”uroxe”                               | uraz      | *ūruz               | ᚢ, Ⲟ(?)      |
| 80       |      | 𐍀       | &#66368; &#x10340; | p       | /p/                     | *𐍀𐌰𐌹𐍂𐌸𐍂𐌰, *pairþra, ?                               | pertra    | *perþō              | Π, Ⲡ         |
| 90       |      | 𐍁       | &#66369; &#x10341; | –       | –                       | –                                                   | –         | –                   | Ϙ, Ϥ         |
| 100      |      | 𐍂       | &#66370; &#x10342; | r       | /r/                     | *𐍂𐌰𐌹𐌳𐌰, *raida, ”vagn/rida”                         | reda      | *raidō              | R, Ⲣ         |
| 200      |      | 𐍃       | &#66371; &#x10343; | s       | /s/                     | 𐍃𐌰𐌿𐌹𐌻, sauil, ”sol” *𐍃𐍉𐌾𐌹𐌻, *sōjil, ”sol”           | sugil     | *sôwilô             | S, Ⲥ         |
| 300      |      | 𐍄       | &#66372; &#x10344; | t       | /t/                     | *𐍄𐌹𐌿𐍃, *tius, ”Tyr”                                 | tyz       | *tīwaz              | Τ, ᛏ, Ⲧ      |
| 400      |      | 𐍅       | &#66373; &#x10345; | w       | /w/, /y/                | 𐍅𐌹𐌽𐌾𐌰, winja, ”betesmark” 𐍅𐌹𐌽𐌽𐌰, winna, ”smärta”    | uuinne    | *wunjō              | Υ, Ⲩ         |
| 500      |      | 𐍆       | &#66374; &#x10346; | f       | /ɸ/                     | 𐍆𐌰𐌹𐌷𐌿, faihu, ”lösöre”                              | fe        | *fehu               | Ϝ, F, Ⲫ(?)   |
| 600      |      | 𐍇       | &#66375; &#x10347; | x       | /k/                     | *𐌹𐌲𐌲𐌿𐍃, *iggus, ”Yngve” 𐌹𐌲𐌲𐍅𐍃, *iggws, ”Yngve”      | enguz     | *ingwaz             | Χ, Ⲭ         |
| 700      |      | 𐍈       | &#66376; &#x10348; | ƕ (hw)  | /hʷ/, /ʍ/               | *𐍈𐌰𐌹𐍂, *ƕair, ”kittel”                              | uuaer     | –                   | Θ, Ⲯ(?)      |
| 800      |      | 𐍉       | &#66377; &#x10349; | ō       | /oː/                    | *𐍉𐌸𐌰𐌻, *ōþal, ”odal”                                | utal      | *ōþala              | Ω, Ο, ᛟ, Ⲱ   |
| 900      |      | 𐍊       | &#66378; &#x1034A; | –       | –                       | –                                                   | –         | –                   | ᛏ, Ͳ (Ϡ), Ⳁ  |